# Gabriele Faehnrich
Gabriele Fähnrich född den 8 april 1968 i Hoyerswerda i Tyskland, är en östtysk gymnast.
Hon tog OS-brons i lagmångkampen i samband med de olympiska gymnastiktävlingarna 1988 i Seoul.